# Reilhac (Cantal)
Reilhac é uma comuna francesa na região administrativa de Auvérnia-Ródano-Alpes, no departamento de Cantal. Estende-se por uma área de 8,92 km². Em 2010 a comuna tinha 1 122 habitantes (densidade: 125,8 hab./km²).